# Krușare, Sliven
Krușare (în bulgară Крушаре) este un sat în comuna Sliven, regiunea Sliven,  Bulgaria. 

## Demografie
Componența etnică a satului Krușare
     Bulgari (62,83%)
     Romi (35,65%)
     Nicio identificare (1,16%)
     Altele (0,33%)
La recensământul din 2011, populația satului Krușare era de 2.064 locuitori. Din punct de vedere etnic, majoritatea locuitorilor (62,83%) erau bulgari, cu o minoritate de romi (35,65%). Pentru 1,16% din locuitori nu este cunoscută apartenența etnică.